# Jetro Willems
Jetro Willems (Willemstad, Curazao, 30 de marzo de 1994) es un futbolista neerlandés, juega como defensa y su equipo es el NEC Nimega de la Eredivisie.

## Trayectoria

### Sparta Rotterdam
Comenzó su carrera con el equipo amateur Spartaan '20 del cual se unió a Sparta Rotterdam. Durante su tiempo en el Sparta progresó a través de la academia juvenil del club e hizo su debut profesional el 16 de enero de 2011, en un partido contra Go Ahead Eagles. Él jugó 16 partidos para el club en la Eerste Divisie.

### PSV
El 31 de agosto de 2011 se unió al PSV Eindhoven, firmando un contrato por tres años. Recibió la camiseta número 43 e hizo su debut en el PSV el 23 de octubre en un partido contra Vitesse. Willems se convirtió en el neerlandés más joven en jugar en una competición de la UEFA cuando debutó contra el Hapoel Tel Aviv el 3 de noviembre en un partido de la fase de grupos de la Liga Europa de la UEFA. Ese mismo mes, fue ascendido de forma permanente al plantel del primer equipo.
El 3 de abril de 2012 su contrato fue actualizado y ampliado hasta 2016.
Anotó su primer gol profesional, el 22 de abril de 2012 en un partido contra NEC, convirtiéndose en el goleador más joven de la Eredivisie 2011-12. Esa temporada, terminó siendo titular en la mayoría de los partidos, debido a que el lateral Erik Pieters se lesionó. A pesar de ser joven y bastante inexperto, Willems rápidamente mostró evidencia de su talento, especialmente su técnica y sus características de ataque.
El 15 de julio de 2015 sufrió una lesión grave y se perdió la primera mitad de la temporada 2015-16.

### Eintracht Fráncfort
El 17 de julio de 2017 se unió al Eintracht Fráncfort para reemplazar a Bastian Oczipka, quien, a su vez, se unió al Schalke 04.
En la temporada 2019-20 fue cedido al Newcastle United. Regresó al término de la misma a Fráncfort, donde siguió un año más. Posteriormente siguió jugando en Alemania con el SpVgg Greuther Fürth, equipo al que llegó en agosto de 2021.
Tras un tiempo sin equipo, en febrero de 2023 fichó por el F. C. Groningen. Allí completó la temporada y en el mes de julio se unió al Heracles Almelo. Con este último disputó 20 partidos en la Eredivisie y en julio de 2024 se marchó a España para jugar en el C. D. Castellón. Estuvo una única campaña y en junio de 2025 se incorporó al NEC Nimega por un año más otro opcional.

## Selección nacional
En 2011 ganó el Campeonato de Europa Sub-17 de la UEFA con el equipo neerlandés sub-17.

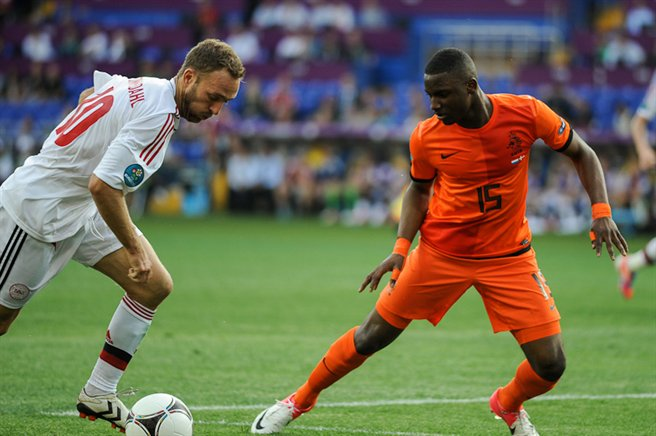
Willems jugando para los Países Bajos durante la Eurocopa 2012.

Al ser seleccionado para el equipo de equipo de fútbol sub-19, el 7 de mayo de 2012, fue convocado por Bert van Marwijk para disputar la Eurocopa 2012 con la selección mayor.
Debutó con el equipo nacional en un partido amistoso no oficial el 22 de mayo de 2012 contra el Bayern Múnich en el Allianz Arena.
Su primer amistoso oficial llegó el 26 de mayo de 2012, en un partido contra Bulgaria.
En la Eurocopa 2012 jugó su primer partido contra Dinamarca, convirtiéndose en el jugador más joven en jugar en una Eurocopa para los Países Bajos, con 18 años y 71 días de edad. Participó en todos los partidos de la fase de grupos, sin embargo, fueron eliminados del torneo después de perder los tres partidos del grupo.

## Clubes
| Club                            | País         | Año       |
| ------------------------------- | ------------ | --------- |
| Sparta Rotterdam                | Países Bajos | 2011      |
| PSV Eindhoven                   | Países Bajos | 2011-2017 |
| Eintracht Fráncfort             | Alemania     | 2017-2021 |
| Newcastle United F. C. (cedido) | Inglaterra   | 2019-2020 |
| SpVgg Greuther Fürth            | Alemania     | 2021-2022 |
| F. C. Groningen                 | Países Bajos | 2023      |
| Heracles Almelo                 | Países Bajos | 2023-2024 |
| C. D. Castellón                 | España       | 2024-2025 |
| NEC Nimega                      | Países Bajos | 2025-     |

## Palmarés

### Títulos nacionales
| Título                        | Club                | País         | Año     |
| ----------------------------- | ------------------- | ------------ | ------- |
| Copa de los Países Bajos      | PSV Eindhoven       | Países Bajos | 2011-12 |
| Supercopa de los Países Bajos | PSV Eindhoven       | Países Bajos | 2012    |
| Eredivisie                    | PSV Eindhoven       | Países Bajos | 2014-15 |
| Supercopa de los Países Bajos | PSV Eindhoven       | Países Bajos | 2015    |
| Eredivisie                    | PSV Eindhoven       | Países Bajos | 2015-16 |
| Supercopa de los Países Bajos | PSV Eindhoven       | Países Bajos | 2016    |
| Copa de Alemania              | Eintracht Fráncfort | Alemania     | 2018    |

### Títulos internacionales
| Título                               | Selección           | País   | Año  |
| ------------------------------------ | ------------------- | ------ | ---- |
| Campeonato Europeo Sub-17 de la UEFA | Países Bajos sub-17 | Serbia | 2011 |